# 烏山向田テレビ中継局
烏山向田テレビ中継局（からすやまむかだテレビちゅうけいきょく）は、栃木県那須烏山市に置かれているテレビ中継局である。

## 放送送信施設

### 地上デジタルテレビ放送送信設備
| リモコンキーID | 放送局名            | 物理チャンネル | 物理チャンネル | 空中線電力 | ERP  | 放送対象地域 | 放送区域内世帯数 | 開局日         | 備考                                                            |
| リモコンキーID | 放送局名            | リパック前のch | リパック後のch | 空中線電力 | ERP  | 放送対象地域 | 放送区域内世帯数 | 開局日         | 備考                                                            |
| 1              | NHK宇都宮総合テレビ | 20ch           | 20ch           | 1W         | 5.8W | 栃木県       | 5450世帯         | 2010年12月24日 | 無し                                                            |
| 2              | NHK東京教育テレビ   | 38ch           | 38ch           | 1W         | 5.5W | 全国         | 5450世帯         | 2010年12月24日 | 無し                                                            |
| 3              | GYTとちぎテレビ     | 14ch           | 14ch           | 1W         | 5.8W | 栃木県       | 5450世帯         | 2010年12月24日 | 無し                                                            |
| 4              | NTV日本テレビ       | 53ch           | 48ch           | 1W         | 5.4W | 関東広域圏   | 5450世帯         | 2010年12月24日 | 48chは、2012年1月16日から2月6日の期間内に変更されたチャンネル。 |
| 5              | EXテレビ朝日        | 51ch           | 51ch           | 1W         | 5.4W | 関東広域圏   | 5450世帯         | 2010年12月24日 | 無し                                                            |
| 6              | TBSテレビ           | 49ch           | 49ch           | 1W         | 5.4W | 関東広域圏   | 5450世帯         | 2010年12月24日 | 無し                                                            |
| 7              | TXテレビ東京        | 57ch           | 52ch           | 1W         | 5.4W | 関東広域圏   | 5450世帯         | 2010年12月24日 | 52chは、2012年1月16日から2月6日の期間内に変更されたチャンネル。 |
| 8              | CXフジテレビ        | 55ch           | 50ch           | 1W         | 5.4W | 関東広域圏   | 5450世帯         | 2010年12月24日 | 50chは、2012年1月16日から2月6日の期間内に変更されたチャンネル。 |

- 所在地： 那須烏山市向田字川南（大平山）[要出典]
- GYTと在京広域民放は、デジタル新局として開局。
- NHK総合テレビの県域放送は、2012年4月1日から実施。

### 地上アナログテレビ放送送信設備
| 放送局名          | チャンネル | 空中線電力        | ERP                 | 放送対象地域 | 放送区域内世帯数 | 偏波面   |
| NHK東京総合テレビ | 44ch       | 映像3W /音声750mW | 映像11.5W /音声2.9W | 関東広域圏   | 不明             | 垂直偏波 |
| NHK東京教育テレビ | 46ch       | 映像3W /音声750mW | 映像11.5W /音声2.9W | 全国         | 不明             | 垂直偏波 |

- 2011年7月24日をもってすべて廃止された。